# Колин Фитц
«Колин Фитц» (англ. Colin Fitz Lives!) — американская независимая комедия режиссёра Роберта Белла.
Премьера фильма состоялась в 1997 году на кинофестивале Сандэнс. Фильм получил награды кинофестивалей, таких как Austin Film Festival, WorldFest-Houston International Film Festival и Long Island Film Festival, но в кинопрокат не вышел.

## Сюжет
Ежегодно в день смерти известного рок-исполнителя Колина Фитца около его могилы происходят странные вещи. Вдова Колина — Джастис Фитц нанимает двух охранников, Пола и Грейди. Готовясь провести ночь на кладбище, Пол и Грейди выясняют, что у них абсолютно разные взгляды на жизнь, любовь и музыку.
На протяжении всей ночи охранники встречают многочисленных посетителей: их руководителя Мистера О’Дейя, садовника Нолана, бывшую девушку Грейди Мойру, её нового парня Тони, а также фанатов Колина Фитца. К концу ночи Пол и Грейди находят взаимопонимание.

## В ролях
| исполнитель роли       | персонаж     | примечания                            |
| ---------------------- | ------------ | ------------------------------------- |
| Джон Макгинли          | Садовник     |                                       |
| Мэтт Макграт           | Пол          |                                       |
| Уильям Мэйси           | Мистер О’Дей |                                       |
| Энди Фоули             | Грейди       |                                       |
| Джулианна Филлипс      | Джастис Фитц |                                       |
| Роберт Белла           | Пепе         |                                       |
| Уилл Маккормак         | Тодд         |                                       |
| Эрик Дженсен           | Дин          |                                       |
| Марта Плимптон         | Энн          |                                       |
| Мэри Маккормак         | Мойра        |                                       |
| Крис Бауэр             | Тони         |                                       |
| Аякс                   | Собака       |                                       |
| Каспер Андреас         | Матс         | В титрах указан как Каспер Андреассон |
| Тони Пирен             | Фанатка      |                                       |
| Крэйг Коллингтон Батор | Фанат        |                                       |
| Кристен Джонстон       | Фанатка      |                                       |

## Съёмочная группа
- Режиссёр
  - Роберт Белла
- Сценарист
  - Том Мориссей
- Продюсеры
  - Роберт Белла
  - Джон Макгинли
  - Уильям Гитенс (ассоциированный продюсер)
  - Дезире Джеллеретт (ассоциированный продюсер)
  - Мэри Макканн (ассоциированный продюсер)
  - Джоди Пейкофф (ассоциированный продюсер)
  - Томас Дж. Мэнгэн IV (линейный продюсер)
  - Том Раззано (сопродюсер)
  - Патриция Вулф (сопродюсер)
- Оператор
  - Генри Клайн
- Композиторы
  - Джейсон Даунс
  - Мэттью Пакетт
  - Пэт Ирвин
- Художники
  - Гари Левинсон (художник-постановщик)
  - Шэрон Поттс (арт-директор)
  - Кей Войс (художник по костюмам)
- Монтаж
  - Сьюзан Грэф
  - Марк Верстиг

## Приём критиков
В 1997 году директор кинофестиваля Сандэнс Джеффри Гилмор написал: «Колин Фитц» является своего рода независимым фильмом, который показывает, как много можно сделать с очень малого".

## Награды
- Сандэнс
  - Номинация, 1997, Grand Jury Prize for Dramatic (Роберт Белла)
- Austin Film Festival
  - Победа, 1997, Feature Film Award for Cinematography (Генри Клайн)
  - Победа, 1997, Feature Film Award for Best Feature (Роберт Белла)
  - Победа, 1997, Audience Award (Роберт Белла)
- Florida Film Festival
  - Номинация, 1997, Grand Jury Award for Narrative (Роберт Белла)
- Long Island Film Festival
  - Победа, 1997, Best of Fest (Роберт Белла)
- WorldFest-Houston International Film Festival
  - Победа, 1997, Gold Award for Comedy (Роберт Белла)